# Les Snuls
 (septembre 2019).
Si vous disposez d'ouvrages ou d'articles de référence ou si vous connaissez des sites web de qualité traitant du thème abordé ici, merci de compléter l'article en donnant les références utiles à sa vérifiabilité et en les liant à la section « Notes et références ».
Ne doit pas être confondu avec Les Nuls.
Les Snuls sont un groupe d'humoristes belges actif de 1989 à 1993, essentiellement connu pour une émission hebdomadaire diffusée sur Canal+ Belgique et divers disques, et créé en tant qu'équivalent belge de l'époque des Nuls, bien que ne pratiquant pas le même humour. Leur humour trouve essentiellement son inspiration dans l'autodérision et le non-sens, tels que pratiqués par les Britanniques des Monty Python, et le détournement de symboles nationaux belges (frites, chicons, Maurice Béjart, Jacques Brel, Gilles de Binche, etc.). Les Snuls étaient réputés pour leurs speakerines, en général des personnes piégées, ne connaissant pas le texte ni le contenu des rubriques. Des commentaires en voix-off, en général obscènes ou passablement moqueurs, étaient par la suite rajoutés au montage. Ils ont aussi sorti un DVD : Film belge.
Leur émission, Plus ou Moins Net, fut diffusée d'octobre 1989 à mars 1992 sur Canal+ Belgique et a connu quelques rediffusions sur RTBF1 et Télé 21. La série entière fut commercialisée en DVD.
Ils animaient aussi une émission radio sur Radio Une, intitulée Les Snuls, ça passe quand ?, et ont commercialisé plusieurs singles et CD.
Le duo Jannin-Liberski a produit depuis diverses séries télévisées (telles J'aime autant de t'ouvrir les yeux, Twin fliks, Allô c'est moi!), disques ou spots publicitaires.

## Membres
- Kristiaan Debusscher : publicitaire, compositeur, musicien (ancien membre de Marine et Allez Allez).
- Nicolas Fransolet : réalisateur, producteur, photographe, acteur, musicien et publicitaire (ancien membre de Marine et Allez Allez).
- Serge Honorez  : publicitaire, réalisateur, directeur éditorial de Dupuis
- Frédéric Jannin : dessinateur (Germain et nous), compositeur et musicien (The Bowling Balls, Zinno), homme de télévision
- Stefan Liberski : écrivain, réalisateur, publicitaire

## Membres associés
- Bouli Lanners : réalisateur et acteur
- Laurence Bibot : humoriste, femme de télévision
- Raymond Coumans : surnommé « Ray Coumix 2000 » : philosophe, peintre, ami de Michel Demaret,  un ancien bourgmestre de Bruxelles
- Sandra Kim : chanteuse, voix de Miss Bricola sur "Hazewee à Laeken"
- Benoît Poelvoorde : comédien, chanson "Allô les Américains"
- Yves Thiran : ancien présentateur du journal télévisé de la RTBF.
- Eddy Cordy : présenté comme étant le fils d'Eddy Merckx et d'Annie Cordy et dont le vrai nom est Marc Lebrun.

## Séquences de Plus ou Moins Net
- Les trucs du professeur Decodor : où Nico, en professeur Decodor et son assistante Miss Bricola (Laurence Bibot) tentent à l'aide d'objets usuels de pirater un décodeur Canal+ pour regarder des films X. La séquence commence toujours par "Madame, Mademoiselle, Monsieur, Bonjour (ou bonsoir, c'est selon)" et se termine par "Oooh, ça n'a pas marché ! À la semaine prochaine.". À partir de la 3e saison, la séquence se déroulait dans un garage, en lieu et place du cabinet de médecin, et Decodor montrait comment construire des gadgets loufoques.
- Le JT : parodie du journal télévisé, présenté par tous les Snuls, constitués de faux reportages évoquant les faits d'informations qui avaient lieu sur le moment (Crise d'identité dans les écoles, écroulement d'un faux mur séparant la Wallonie et la Flandre, grèves postières, etc.). Bien que la séquence eût lieu dans un plateau qui était spécialement conçu pour lui, il se déroulait parfois dans des endroits hors-sujets (restaurant, bar, boîte de nuit, etc.). La séquence a disparu au milieu de l'émission, mais revint durant la 3e saison, le temps d'un épisode, sous forme de journal présenté par Pépédé Haa en direct d'un bus (joué par Stef), couvrant la chute des communistes.
- Le snul-kit : où à l'aide d'objets incongrus, un modèle (joué par Kris) démontre que l'on peut se déguiser à moindre prix (Jacques Brel, Béjart, Femme à poil, animaux divers, prisonnier politique du Luxembourg…). La phrase de la séquence est "Tu verras ! L'effet est saisissant !". La séquence a été remplacée par "Mais que fait-il" dès la 3e saison.
- Mais que fait-il ? : où Kris mimait des gestes, et le public devait trouver ce qu'il faisait. Durant la séquence, un homme (voix off de Liberski) répondait souvent: "Il kette.". Cette séquence a remplacé le snul-kit.
- Santa Belgica (parodie de Santa Barbara) : où une voix-off annonce le résumé de l'épisode précédent. La série est en fait de cours extraits (rendus ridicules par les commentaires de la voix-off) d'un téléfilm intitulé "Les Bonnes Manières" (de Pierre Manuel, 1974). La phrase est l'annonce du résumé : "Yves qui s'appelait Blaise qui s'appelait Dominique s'appellera aujourd'hui exceptionnellement encore Yves".
- Jodisque et Jodisque & Partners : parodie des sitcoms américains mettant en scène une boîte de communication nommé Jodisque & Jodisque.
- Les Agents sont des Braves Gens : autre parodie des sitcoms américains, se déroulant cette fois dans une station de police.
- Verhulst & Coremans : met en scène deux collègues de bureau (joués par Stef et Fred), ayant des problèmes de digestion après un dîner costaud. Ils apparaissent en tant que policiers dans l'épisode "Mr. Leroy".
- Le Mage Bon Rêve : interprété par Stefan Liberski, Louis Bon-Rêve, le président du Parti Surréaliste Belge dit "le Mage Bon-Rêve" tient cette séquence de divination prétexte à la vente de chicons magiques.
- La Maxime du Week-end (ou le Belge est philosophe) : présente des extraits d'un documentaire sur une rencontre entre Michel Demaret et Raymond Coumans où les dialogues sont par la suite reproduits, soulignant leur caractère creux ou idiot. Ex.: "Michel Demaret : Que vous soyez croyant, que vous soyez bouddhiste, que vous soyez n'importe quoi, si vous êtes bon avec votre prochain, eh bien, vous êtes sauvé. L'amour du prochain et c'est tout, et faut pas être croyant, pour ça. Raymond Coumans : C'est très bien, mais c'est très rare, ça. Michel Demaret : MAIS ÇA, C'EST LE ME, MAIS C'EST ÇA ! Raymond Coumans : Maiiis, c'est très rare !" "Ce que je préfère à la mer, c'est que quand il pleut et que ça s'arrête, c'est fini, il fait sec."
- Frap Parade : parodie des émissions musicales de type hit-parade, montrant un classement de fausses chansons créées par les Snuls ou chantées par des passants.
- L'avis des Belges : parodie des débats télévisés, présenté par Yves Thiran, alors un des présentateurs du journal télévisé de RTBF1.
- Différents sketches par épisodes, souvent annoncés par la speakerine par cette phrase : "Et maintenant, un bon petit sketch".

## Le générique de Plus ou Moins Net
- 1re saison : Après une injonction "Debout", (les citoyens belges devant se lever pendant leur hymne national), la séquence suit un immense étalage de frites dans lequel sont plantés des symboles représentants certaines spécialités belges : gaufres de Liège, moules, l'Atomium, où l'on voit des choppes de bière s'entrechoquer et un chicon survoler les frites. Tout cela au son d'une fanfare reprenant La Brabançonne avec à la fin, une évocation de "J'aime, j'aime la vie", de Sandra Kim, en contrechant.
- 2e saison : la caméra se rapproche de la Terre, focalise sur la zone représentant l'Europe et finit par cerner la Belgique couverte de frites, située entre la France symbolisée par un parterre de baguettes, bouteilles de vin et camemberts, et les Pays-Bas symbolisés par un parterre de moules. La musique du générique est la même que celle de la première saison.

## Produits dérivés

### Albums studio
- 1992 - Les Snuls, bien entendu
- 1993 - Les Snuls bij Chez Léon
- 2005 - Le CD des Snuls (réédition de Les Snuls, bien entendu avec un CD bonus)

### Singles
- 1990 - Santa Belgica
- 1990 - Les Snuls présentent Tich Vanondermuizenwinkelaar & Sandra Vim - Tartines & Boterham (45 tours)
- 1991 - Hazewee (à Laeken)
- 1992 - AVEC
- 1992 - Dirk Frimout
- 1999 - Hey, Bonanif! (CD promotionnel non destiné à la vente)

### VHS
- 1990-1991 - Plus ou Moins Net (10 VHS - RCA/Columbia Pictures International Video)
- 1992 - Le Baize Tof des Snuls (VHS - Sony Music Video Enterprises)
- 1999 - Hey, Bonanif! (VHS - Canal+ Vidéo)

### DVD
- 2005 - La Totale, Numéro One (Coffret 3 DVD - Boomerang Pictures)
- 2005 - La Totale, Numéro Two (Coffret 3 DVD - Boomerang Pictures)
- 2005 - La Totale, Numéro Drie (Coffret 3 DVD - Boomerang Pictures)

### Box set
- 2005 - La boîte noire des Snuls (Boîte contenants les 3 coffrets DVD La Totale, le CD des Snuls, un DVD bonus, un livre et un chicon magique porte-bonheur)